# Tarifas de alimentación en Australia
Las tarifas de alimentación en Australia son las tarifas de alimentación (FIT, por sus siglas en inglés: Feed-in tariffs in Australia) pagadas en diversos esquemas estatales a los productores no comerciales de electricidad generada por sistemas de energía solar fotovoltaica (PV) que utilizan paneles solares . Son una forma de subvencionar y fomentar el consumo de energía renovable y en Australia se han promulgado a nivel estatal, junto con un objetivo federal de energía renovable obligatoria . 
Los esquemas australianos de FIT tienden a centrarse en brindar apoyo a la energía solar fotovoltaica, particularmente en el contexto residencial, y a los límites del proyecto en la capacidad instalada (como 10   kW en NSW) significa efectivamente que los FIT no son compatibles con proyectos a gran escala, como parques eólicos o centrales térmicas solares. 

## Esquemas de FIT bruto vs. neto
Algunos esquemas se basan en un modelo de tarifa bruta de alimentación, mientras que la mayoría se basan en una tarifa neta.
Los esquemas de tarifas de alimentación neta han sido criticados por no proporcionar suficiente incentivo para que los hogares instalen paneles solares y, por lo tanto, por no fomentar efectivamente la captación de energía solar fotovoltaica. Han sido descritos como una "tarifa de alimentación falsa". Los críticos de la FIT neta argumentan que las tarifas brutas se ajustan a la definición normal de una tarifa de alimentación y proporcionan un rendimiento financiero más seguro, pagando toda la electricidad producida, incluso si es consumida por el productor, reduciendo o ayudando a satisfacer la demanda máxima. El problema sigue siendo en qué nivel debe establecerse la tasa de FIT, por ejemplo, al costo de producción, a las tasas de mercado, al costo al que el minorista vende electricidad, o a la tasa a la que el minorista puede adquirir electricidad en el mercado. mercado mayorista, mientras que otros los fijan en niveles de prima o subsidio 
La diferencia efectiva es que los productores domésticos que reciben un sistema bruto pagan la electricidad del minorista de electricidad para el consumo de los hogares a la tasa del mercado, mientras que toda la energía producida por ellos se vende al minorista a la tasa FIT más alta subsidiada. Los esquemas de FIT netos utilizan efectivamente la misma tarifa para el uso de electricidad por parte de los productores domésticos que para la venta en la red (es decir, el uso de electricidad por el hogar reduce la cantidad de electricidad disponible para alimentar la red) y, en consecuencia, el subsidio para el hogar Los productores son generalmente menos en términos generales. 
El ACT y Nueva Gales del Sur tenían tarifas brutas de alimentación, que posteriormente fueron reemplazadas por tarifas netas de alimentación. 

## Propuesta de esquema de tarifa de alimentación bruta federal
La senadora Christine Milne de los Verdes de Tasmania propuso un plan federal uniforme para reemplazar todos los esquemas estatales, pero no se aprobó. Se han promulgado sistemas nacionales de tarifas de alimentación en numerosos países, incluidos Brasil, Canadá, China y muchos países de la UE.
El Parlamento federal aún no ha promulgado un régimen nacional de tarifas brutas de alimentación para energías renovables. Sin embargo, se ofreció una subvención / reembolso de hasta $ 8,000 por hogar para instalaciones domésticas y 50% para instalaciones escolares hasta junio de 2009.
En julio de 2008, la senadora de los Verdes de Australia, Christine Milne (Tasmania), presentó el proyecto de ley 2008 (Enmienda de energía renovable (electricidad)) (Proyecto de ley de tarifas) . El proyecto de ley fue objeto de una investigación por parte del Comité Permanente del Senado sobre Medio Ambiente, Comunicaciones y Artes. 
Más de 23,000 personas han firmado una petición en línea para una tarifa de alimentación bruta nacional.
En un discurso, el ministro Federal de Energía, Martin Ferguson, dijo que las tarifas de alimentación son tecnológicamente prescriptivas e ideológicas, en lugar de ser un mecanismo basado en el mercado. En respuesta a la tarifa de alimentación de Alemania para la energía solar, sugirió que el subsidio solar de Alemania significaba que los consumidores alemanes pagaron más de 1.000 millones de euros en facturas de electricidad adicionales en 2007 para generar alrededor del 0,5% del consumo eléctrico bruto de Alemania, lo que sugiere que la política no Entregar valor por dinero. También sugirió que un arancel australiano de alimentación solar podría llevar a mayores importaciones de paneles fotovoltaicos en lugar de una expansión significativa de la producción australiana. Sin embargo, los comentaristas han sugerido que los comentarios de Martin Ferguson están impulsados ideológicamente y no tienen en cuenta el efecto de orden de mérito que en algunos casos niega o casi niega el costo de los fondos de las FiT y en otros casos muestra que los fondos de las FiT ofrecen un dividendo neto a los consumidores. 

## Planes de tarifas de alimentación del gobierno estatal
| Estatal                    | Estado actual | Max Medida                        | El índice Pagó | Duración de programa                                                           | Modelo |
| -------------------------- | --- | --------------------------------- | --- | ------------------------------------------------------------------------------ | ------ |
| VIC - Prima                | Nov 2009 a Sep 2011 - Cerró el 29 de diciembre de 2011                                                                      | 5 kW                              | 60c/kWh | 15 años                                                                        | Neto   |
| VIC - Transitional         | Cerrado encima 31 Dec 2012                                                                                                  | 5 kW                              | 25c/kWh | Hasta que 31 Dec 2016                                                          | Neto   |
| VIC - Estándar             | Cerrado encima 31 Dec 2012                                                                                                  | < 100 kW                          | 1 a 1 (@ índice de arancel minorista) | Hasta que 31 Dec 2016                                                          | Neto   |
| VIC - cerró                | 1 de enero de 2013 - 31 Dec 2015                                                                                            | < 100 kW                          | 6.2c/kWh | Hasta que 31 Dec 2015                                                          | Neto   |
| VIC - Cerró                | 1 de enero de 2016 - 30 Jun 2017                                                                                            | < 100 kW                          | 5c/kWh | N/Un                                                                           | Neto   |
| VIC - Actual               | Comenzado 1 de julio de 2017                                                                                                | < 100 kW                          | 11.3c/kWh | N/Un                                                                           | Neto   |
| SA - grp 1                 | Aprobado antes de que 31 agosto 2010Instalado antes de que 29 de enero de 2012 - Cerró                                      | 10 kW                             | 44c+/kWh | Hasta que 30 de junio de 2028                                                  | Neto   |
| SA - grp 2                 | Aprobado entre 1 de septiembre de 2010 y 30 septiembre 2011Instalado antes de que 30 de septiembre de 2011 - Cerró          | 10 kW (max 45kWh/día)             | 44c+/kWh | Hasta que 30 de junio de 2028                                                  | Neto   |
| SA - grp 3                 | Aprobado entre 1 de septiembre de 2010 y 30 septiembre 2011Instalado antes de que 1 de octubre de 2011 (+ 120 días) - Cerró | 10 kW (max 45kWh/día)             | 44c+/kWh | Hasta que 30 de junio de 2028                                                  | Neto   |
| SA - grp 4                 | Aprobado entre 1 de octubre de 2011 y 30 septiembre 2013para ser instalado antes de que 1 de octubre de 2013 (+ 120 días)   | 10 kW (max 45kWh/día)             | 16c/kWh + Pago de Detallista Mínimo (MRP)(MRP: 1 de julio de 2012 a 30 de junio de 2013: 9.8c/kWh)(MRP: 1 de julio de 2013 a 30 de junio de 2014: 11.2c/kWh)                                   | Hasta que 30 de septiembre de 2016                                             | Neto   |
| SA - grp 5                 | Aprobado después de que 30 de septiembre de 2013                                                                            | N/Un                              | 0c (elegible de recibir un pago de detallista mínimo) | N/Un                                                                           | Neto   |
| ACT                        | Aprobado entre marzo de 2009 - 30 de junio de 2013                                                                          | 30 kW                             | 50.05c/kWh hasta 10 kW capacidad (hasta el 30 de junio de 2010); 40.04c/kWh 10 kW a 30 kW capacidad (hasta el 30 de junio de 2010); 45.7c/kWh hasta 30 kW (de 1 de julio de 2010)              | 20 años                                                                        | Bruto  |
| ACT                        | Julio comenzado 2013 | 10 kW                             | 7.5c/kWh hasta 10 kW capacidad | 20 años                                                                        | Neto   |
| TAS                        | Comenzado | Debajo 10 kW Encima 10 kW tbc     | 1 a 1(@ índice de arancel minorista de Aurora Energía = 27.785c/kWh) | tbc                                                                            | Bruto  |
| NT                         | ClosedIncentive Es disponible para 225 rooftop PV Sistemas en Alice Primaveras.                                             | tbc                               | 45.76 c/kWh. Capped En $5 por día, entonces reverts a 23.11c por kWh. | tbc                                                                            | Neto   |
| NT                         | ClosedValid De 1 julio a 31 de diciembre de 2012                                                                            | 4.5 kW                            | 21.77 c/kWh (clientes Domésticos <10kVA) | tbc                                                                            | Neto   |
| NT                         | Válido de 1 enero a 30 de junio de 2013                                                                                     | 4.5 kW                            | 27.87 c/kWh (clientes Domésticos <10kVA) Capped En $5 por día, entonces reverts a 23.11c por kWh.                                                                                              | tbc                                                                            | Neto   |
| WASynergy Suministro       | Cerrado el 1 de agosto de 2011                                                                                              | 5 kW                              | 47c/kWh (de 1 de agosto de 2010)40céntimos (entre 1 julio - 9 Dec 2011)20céntimos (de 10 Dec 2011)Buyback índice de electricidad sobrante 8.4094c (también después de que 1 de agosto de 2011) | 47c/kWh@10 años                                                                | Neto   |
| WAHorizon Power Suministro | Cerrado el 1 de agosto de 2011                                                                                              | 30 kW                             | 58.93c/kWh (de 1 de agosto de 2010) Buyback gama de índice de electricidad sobrante de 10 - 50c/kWh (también después de que 1 de agosto de 2011)                                               | 58.93c/kWh@10 años                                                             | Neto   |
| QLD                        | Comenzado en julio de 2008, cambió el 25 de junio de 2012,cerró 1 de julio de 2014.                                         | De 2008: 30 kW; 7 junio ‘11: 5 kW | 44 c/kWh: las aplicaciones recibieron por 9 de julio de 2012 e instalado por 30 de junio de 2013;8 c/kWh: Aplicaciones después de que 9 de julio de 2012, expiró 30 de junio de 2014           | 44 c/kWh: Hasta que 1 de julio de 2028; 8 c/kWh: Hasta que 30 de junio de 2014 | Neto   |
| NSW                        | Cerrado | 10 kW                             | 20c de 28 de octubre de 2010 (Prev 60c (De 1 de julio de 2010. 66c)) | 7 años para 60c arancel                                                        | Bruto  |
| Referencia:                | |                                   | |                                                                                |        |

### Territorio de la Capital Australiana
En virtud de la Ley de Alimentación de Energía (Renewable Energy Premium) de 2008, Canberrans puede instalar células fotovoltaicas (solares) u otras fuentes renovables, producir su propia energía y venderla a la red eléctrica, pero quizás no hasta julio de 2009. Se les pagará una tarifa de 3,88 veces el costo minorista de la electricidad (60c / kWh de enero de 2009) por la energía que devuelven a la red eléctrica hasta 20 años a partir de la fecha en que se inscriben en el plan. Es un esquema de medición bruta, lo que significa que a los propietarios se les paga una tarifa superior por toda la electricidad producida por su instalación y su propio uso se mide por separado. El esquema ACT será la alimentación más generosa en Australia cuando comience a funcionar algún tiempo después de marzo de 2009.
Dado que el esquema del Territorio de la Capital Australiana ("ACT") es una alimentación bruta en el esquema, es una tarea relativamente fácil estimar el tiempo de recuperación de varios tamaños del sistema porque el cálculo es independiente del consumo de electricidad. por ejemplo, una ubicación bien posicionada en el ACT podría producir aproximadamente 1800 kWh por año desde un 1   sistema de kW     o A $ 1,080 por año a un precio de 60 c / kWh . Sobre esta base el reembolso de un 1   El sistema de kW que cuesta $ 5,000 netos (incluye un reembolso federal de $ 8,000 y 22 RECS) sería de aproximadamente 5 años. Los sistemas más grandes tardarían más tiempo pero tendrían un mayor flujo de ingresos durante la vida útil del sistema.
El gobierno de ACT estableció un comité interdepartamental para analizar las tarifas de las tarifas en noviembre de 2007. Existe cierta preocupación de que una planta de energía solar comercial propuesta, cuya viabilidad será examinada por un estudio conjunto del gobierno de ACT y ActewAGL, pueda socavar la propuesta de alimentación en la tarifa propuesta. 
La presentación de la Comisión Independiente de Competencia y Reglamentación, el 25 de febrero de 2008, fue que había problemas por resolver, entre ellos: 
- eficacia y eficiencia en general
- elementos de subvención cruzada
- Problemas de equidad, especialmente para los hogares que sufren dificultades financieras
- Se adopta un enfoque bruto o neto
- una vida finita claramente predefinida (no más de 5 años);
- Un subsidio parcial en lugar de la recuperación total de costos.
- Capacidad de terminar si se introducen políticas nacionales, por ejemplo, impuesto al carbono
- transparencia de la fijación de tarifas[26]

Debido a que se había alcanzado un límite de capacidad de 30MW, el esquema FIT en el ACT se cerró a los generadores de micro y mediana escala a la medianoche del 13 de julio de 2011, solo días después de la modificación de la legislación (por los partidos Verdes y Liberales que votaron conjuntamente en contra). La voluntad del gobierno Partido del Trabajo) el 12 de julio de 2011 para permitir que los micro-generadores continúen accediendo a él. La categoría de micro-generadores bajo la Ley se había cerrado anteriormente el 31 de mayo de 2011, una vez que se estableció un límite legal de 15   MW había sido alcanzado. 

### Sur de Australia
En septiembre de 2006, se anunció que el Proyecto de Ley de Enmienda de Electricidad (Esquema alimentador-sistemas solares) de 2008 entraría en vigor el 1 de julio de 2008 y se agotaría el 30 de junio de 2028. La tarifa normal para la electricidad es de $ 0.26 / kWh y la tarifa de alimentación se estableció en $ 0.44 / kWh. El resultado es que no solo miles de hogares del sur de Australia tendrán sistemas solares instalados, sino que muchas empresas ahora tendrán la oportunidad de adoptar esta tecnología y convertir sus techos en centrales eléctricas mini renovables. El ex primer ministro del sur de Australia, Mike Rann, quería que el gobierno fuera neutral en emisiones de carbono para el año 2020.
La intención original de algunos partidos, para que la tarifa de alimentación aumentara con aumentos en el precio de la electricidad, se negociara en un múltiplo de dos antes de legislar. La tarifa de 44 centavos solo se paga por cualquier electricidad exportada, por lo que solo cuando la producción del sistema supera la demanda interna. 
El esquema de alimentación solar comenzó el 1 de julio de 2008. Fue revisado en 2009-10 y las enmiendas a la legislación entraron en vigencia a partir del 29 de julio de 2011. El principal cambio en el esquema fue introducir el concepto de grupos de clientes, dependiendo de las fechas de aprobación y conexión del sistema fotovoltaico solar, y la reducción de la tarifa de alimentación para los clientes que reciben la aprobación después del 30 de septiembre de 2011. 
Los grupos 1, 2 y 3 (clientes ampliamente existentes) continuarán recibiendo 44 centavos y, además, recibirán un pago mínimo por parte del minorista (que se estima que comenzará en aproximadamente 6 centavos) para proporcionar un pago total de aproximadamente 50 centavos. El Grupo 4 (permiso aprobado para conectarse recibido entre el 1 de octubre de 2011 y el 30 de septiembre de 2013) recibirá 16 centavos más el pago mínimo del minorista para proporcionar un pago total de aproximadamente 22 centavos. El Grupo 5 (permiso aprobado para conectarse recibido después del 30 de septiembre de 2013) no recibirá ninguna tarifa de alimentación, pero será elegible para el pago mínimo del minorista, que es un pago total de aproximadamente 6 centavos. Los minoristas son libres de pagar a los clientes más que las tarifas mínimas legisladas. 
Las tarifas de alimentación se fijan hasta el 30 de junio de 2028 para los Grupos 1, 2 y 3 (es decir, la tasa de 44 centavos) y hasta el 30 de septiembre de 2016 para el Grupo 4 (es decir, la tasa de 16 centavos). El pago mínimo del minorista será determinado por la Comisión de Servicios Esenciales de Australia del Sur (ESCOSA) que se estima que comience en aproximadamente 6 centavos a partir del 1 de enero de 2013, se revisará y se espera que aumente con el precio de la electricidad a lo largo del tiempo.
Reembolsos: el gobierno del sur de Australia no ofrece reembolsos ni incentivos adicionales a los clientes nacionales, es un programa de escuelas solares. Recuperación estimada: es muy difícil de calcular, pero será mejor para los sistemas de mayor tamaño elegible, donde la demanda doméstica es menor, o se produce principalmente por la noche y bajo consumo de energía durante el día. Las casas sin aire acondicionado parecen encajar a la perfección.

### Nueva Gales del Sur
El 8 de mayo de 2008, el gobierno de NSW anunció que tenía la intención de introducir tarifas en las tarifas. El 23 de noviembre de 2008 se anunciaron más detalles de la alimentación solar arancelaria en NSW.
NSW Feed-in Tariff Taskforce se estableció para asesorar al gobierno de NSW sobre los detalles de un esquema de tarifas de alimentación para NSW. Sus representantes son del Departamento de Agua y Energía, el Departamento de Medio Ambiente y Cambio Climático, el Departamento de Premier y Gabinete y el Tesoro de NSW. En enero de 2009, el Grupo de trabajo emitió una presentación sobre el diseño de un esquema de tarifas de alimentación para NSW. 
El 23 de junio de 2009, el gobierno anunció un Plan de Bonificación Solar. Esta es una tarifa de alimentación neta para el estado en lugar de una tarifa bruta. Bajo este esquema de 20 años, a algunos residentes, escuelas, pequeñas empresas y grupos comunitarios se les pagará $ 0.60 por kWh por la cantidad neta de electricidad vendida nuevamente en la red. Se espera que tan solo 42,000 hogares aprovechen el esquema.     El esquema se estableció para comenzar el 1 de enero de 2010 y se revisará en 2012.     El Plan de Bonificación Solar es pagadero a clientes de energía con sistemas de paneles solares de hasta 10   kW de tamaño ;.
El 10 de noviembre de 2009 se informó que NSW cambiará a una alimentación bruta en la tarifa.     Se espera que esto aumente la cantidad promedio recibida por un hogar con paneles solares en $ 1500 pa, un aumento del 60%, destacando la diferencia en el efecto de los ingresos brutos en comparación con la alimentación neta en las tarifas.     Se espera que esto reduzca el período de recuperación de los costos de instalación a aproximadamente 8 años. La tarifa bruta costará a todos los hogares aproximadamente $ 2 pa.
En octubre de 2010, el gobierno de Nueva Gales del Sur redujo la alimentación solar en tarifa a $ 0.20 por kWh, el nivel más bajo en Australia.
En abril de 2011, el plan NSW FIT (Solar Bonus) se cerró retrospectivamente para los nuevos solicitantes y se eliminó para los usuarios actuales después de que se realizó una declaración ministerial en virtud de la Ley de suministro de electricidad de 1995 (8C) (NSW) que indica que el límite de capacidad total instalada acumulada de Se han alcanzado los 300 MW. 
Se propone una nueva tarifa de alimentación, con la restricción de que no aumenta el costo de la electricidad y no involucra fondos del gobierno de NSW. Esto limita intrínsecamente el FIT a menos del costo de electricidad del consumidor, y no se ajusta a la definición normal de una tarifa de alimentación. Se propone una tarifa de alimentación de 5.2 a 10.3 centavos / kWh. Por la definición normal de una tarifa de alimentación, el costo de una fuente de generación nueva y costosa, por ejemplo, paneles solares, es asumido por todos los consumidores en lugar de los primeros adoptantes, quienes en cambio son recompensados. Se implementa con la expectativa de que el volumen reducirá el costo, permitiendo así que más personas utilicen esa fuente. Las organizaciones de defensa de las tarifas de alimentación afirman que la tarifa de alimentación es tanto el incentivo menos costoso como el más efectivo.

### El oeste de Australia
El gobierno de Australia Occidental se había comprometido a una alimentación bruta limitada en aranceles para la fotovoltaica a escala doméstica. El plan se financiaría durante cuatro años a un costo de $ 13.5 millones y se basaría en un pago de 60c kW / h para cubrir el costo de capital del sistema después de cualquier reembolso. Después de que se devuelva el costo de capital, la tarifa se revertirá a una tasa más baja o al Plan de Recompra de Energía Renovable (REBS) existente.
El 2 de junio de 2009, el gobierno del estado dio un paso atrás en esta promesa y aplazó la introducción del plan por 1 año hasta el 1 de julio de 2010. En el nuevo esquema se aplicaría un sistema de medición neta en lugar de bruto. Los $ 13.5 millones de fondos ya se habían asignado a los sistemas instalados antes de la fecha de implementación del 1 de julio de 2009 en una muestra pública de apoyo al concepto. La suscripción excesiva destacó el desequilibrio entre el apoyo público y estatal para la industria de energía renovable.
El 1 de agosto de 2010, la alimentación neta en la tarifa comenzó y los clientes existentes pueden migrar al nuevo sistema de facturación. Los nuevos clientes deberán registrarse en el programa de recompra de energía renovable de su proveedor estatal de electricidad, Synergy .
La tarifa de alimentación ofrecida por el gobierno del estado es de 40 centavos, mientras que Synergy ofrece 7 centavos a través del plan de recompra de energía renovable. Una vez que el cliente se registre, recibirán ambos incentivos por 10 años.
El 1 de agosto de 2011, el gobierno del estado suspendió todas las solicitudes nuevas de la Tarifa en la Tarifa, citando el costo del programa como la razón.
La situación es mejor para los clientes residenciales de Horizon Power, a los que se les ofrecen tasas de recompra de energía renovable iguales a su tarifa de electricidad (tarifa A2) menos el componente GST (10%). El actual cargo de electricidad - centavos por unidad es 20.83c incluyendo GST. El reembolso de Horizon Power es más del doble de la tarifa pagada por Synergy. 

### Queensland

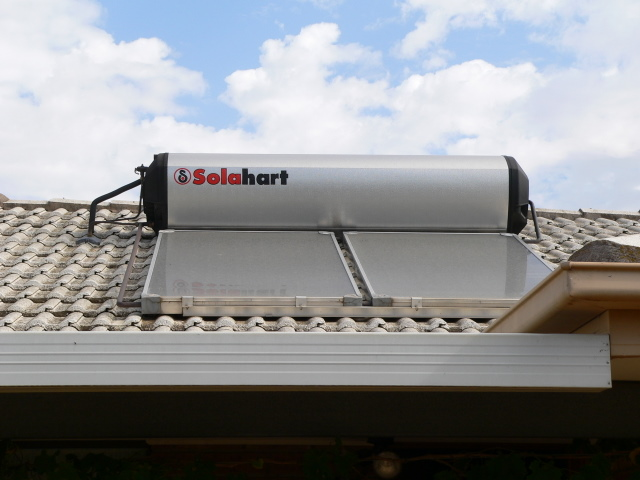
Un panel solar de agua caliente y un tanque integrado en el techo de una casa, 2006.

El Plan de Bonificación Solar del Gobierno de Queensland fue un programa que pagó a los clientes domésticos y a otros pequeños consumidores de energía por el excedente de electricidad generado por los sistemas fotovoltaicos (PV) solares de techo que se exportan a la red de Queensland. Comenzó el 1 de julio de 2008. El esquema preveía 44c / kWh (aproximadamente dos veces la tarifa de uso doméstico general de 21.35c / kWh (incluida la GST)) sobre el monto neto exportado a la red, sujeto a la instalación de la medición adecuada. 
La tarifa de alimentación aseguró que los habitantes de Queensland se beneficiaran del Programa de reembolso fotovoltaico federal.
Si bien el plan del gobierno ya ha finalizado para nuevas instalaciones, los minoristas de energía siguen ofreciendo tarifas competitivas. A partir del 1 de julio de 2017, Click Energy proporciona 16c / kWh y Origin proporciona 14c / kWh.

### Victoria
En noviembre de 2009, Victoria estableció un esquema de tarifa de alimentación neta medida, según el cual los hogares recibían un pago de 60 centavos por cada kilovatio / hora de energía que se devolvía a la red eléctrica estatal. Esto era aproximadamente el doble del precio minorista actual de la electricidad. El régimen de tarifas de alimentación se ejecutaría durante 15 años a partir de noviembre de 2009 y se aplicaría a todos los sistemas domésticos de hasta 5   La capacidad de kW y tenía un límite de 100 MW de capacidad de generación y / o un aumento de $ 10 por año en la factura de electricidad promedio de los hogares.
El 7 de mayo de 2008 se anunció originalmente un esquema de tarifas de alimentación, que los grupos ambientalistas describieron como inefectivo, como el propuesto 2.   El límite de kW en el tamaño de la matriz, combinado con la medición neta, significaba que se pondría muy poca energía excedente en la red, por lo que realmente se pagaría muy poco de la tarifa alta. Grupos ambientales y empresas de energía renovable solicitaron que se pague la tarifa de alimentación victoriana en medición bruta con un 10   El límite de kW en el tamaño de la matriz para superar estos problemas, pero estas preocupaciones solo se abordaron parcialmente en el plan de 2009. 
El 1 de septiembre de 2011, se anunció que la tarifa de 60 centavos se cerraría a las instalaciones nuevas después del 30 de septiembre de 2011 después de 88,000 instalaciones y se aplicaría una nueva tarifa de transición de al menos 25 centavos a los sistemas instalados posteriormente. La tarifa de transición se pagará hasta finales de 2016, cuando se revisarán las tarifas. La tarifa de alimentación mínima que se aplica a los nuevos solicitantes a partir del 1 de enero de 2016 fue de 5 centavos por kilovatio hora (c / kWh). La tarifa de alimentación mínima que se aplica a los nuevos solicitantes a partir del 1 de julio de 2017 es de 11.3 centavos por kilovatio hora (c / kWh). Esto se desglosa de la siguiente manera. Componente de tarifa de alimentación. Previsión del costo promedio ponderado de la piscina de electricidad al por mayor - 8.1 (c / kWh). Valor de las pérdidas evitadas de distribución y transmisión - 0,6 (c / kWh). Tarifas de mercado evitadas y cargos por servicios auxiliares: 0,1 (c / kWh). Valor del costo social evitado del carbono - 2.5 (c / kWh). FiT - 11.3 (c / kWh). 
A partir del 1 de julio de 2018, la tarifa mínima de alimentación eléctrica para los hogares y las empresas que devuelven energía a la red eléctrica a partir de pequeñas fuentes de energía renovable será de 9.9 centavos por kilovatio hora (kWh). Esto se desglosa de la siguiente manera. Componente de tarifa de alimentación. Previsión del costo promedio ponderado de la piscina de electricidad al por mayor - 6,8 (c / kWh). Valor de las pérdidas evitadas de distribución y transmisión - 0.5 (c / kWh). Tarifas de mercado evitadas y cargos por servicios auxiliares: 0,1 (c / kWh). Valor del costo social evitado del carbono - 2.5 (c / kWh). FiT - 9.9 centavos por kilovatio hora (kWh). Por primera vez, los minoristas podrán pagar a los propietarios de sistemas solares una tarifa de tarifa única o una tarifa variable en el tiempo. La tarifa de tarifa única es de 9.9 centavos por kilovatio / hora. Según la tarifa variable, los clientes recibirán un crédito entre 7.1 centavos y 29.0 centavos por kilovatio-hora de electricidad exportada, dependiendo de la hora del día. 

### Tasmania
El martes 3 de marzo de 2008, el Primer Ministro de Tasmania anunció que el Gobierno considerará un informe de mitad de año sobre la introducción de tarifas mínimas de alimentación para apoyar a los hogares y pequeños consumidores de energía que usan paneles solares y otras formas de energía doméstica renovable. Proveer energía excedente a la red eléctrica.

### Territorio del Norte
El Territorio del Norte aún no ha hecho un anuncio sobre las tarifas de alimentación como un medio para subsidiar y alentar la energía solar fotovoltaica, excepto en relación con Alice Springs.
En 2006 hubo una oferta para hacer de Alice Springs una ciudad solar. El financiamiento del gobierno australiano le daría a cuatro regiones diferentes en Australia la oportunidad de convertirse en una Ciudad Solar y compartir fondos de $ 75 m para hacer realidad los proyectos de energía solar. Si tiene éxito, el proyecto Alice Springs involucraría la generación de energía solar y la investigación de la eficiencia energética, la medición inteligente y la fijación de precios arancelarios.
En Alice Springs, una ciudad solar oficial, desde mayo de 2008, las personas con sistemas fotovoltaicos conectados a la red pueden vender toda la electricidad solar que generan a Power and Water Corporation a 45 centavos de dólar por kilovatio por hora, lo que representa más del doble del costo de la compra de electricidad. De la rejilla.
Fuera del área de la Ciudad Solar de Alice Springs, las personas con energía solar fotovoltaica en el NT pueden hacer arreglos para vender su producción bruta de electricidad a la Corporación de Energía y Agua del Territorio del Norte a las 14.38c. Pueden usar efectivamente la red como un banco y, teóricamente, volver a comprar la electricidad por la noche.

## Minoristas de electricidad
Algunos minoristas de electricidad están ofreciendo tarifas de tarifas de alimentación por encima del mínimo estipulado por el gobierno. Muchos de los minoristas corporativos más grandes ofrecen estos incentivos para capturar mayores proporciones de la base de clientes de electricidad ecológica, que se sabe que tienen tasas de abandono más bajas. 
| Detallista                       | NSW         | VIC       | QLD       | SA  | WA     | ACT            | NT              | TAS                 |
| -------------------------------- | ----------- | --------- | --------- | --- | ------ | -------------- | --------------- | ------------------- |
| Mínimo de gobierno               | 60c         | 60c       | 44c/8c    | 44c | 40c    | 50.05c/40.04c* | 45.76c/23.11c** | Ninguno             |
| AGL                              | 68c         | 68c       | 50c/6c    | 52c | -      | -              | -               | -                   |
| ActewAGL                         | -           | -         | -         | -   | -      | 50.05c/40.04c* | -               | -                   |
| Gas y Poder australianos         | -           | 60c       | -         | -   | -      | -              | -               | -                   |
| Aurora Energía                   | -           | -         | -         | -   | -      | -              | -               | En índice de compra |
| Energía de clic                  | 64.9c / 10c | 70c / 10c | 55c / 11c | -   | -      | -              | -               | -                   |
| Energía de país                  | 62c         | 60c       | -         | -   | -      | -              | -               | -                   |
| Diamond Energía                  | -           | 68c       | -         | -   | -      | -              | -               | -                   |
| EnergyAustralia                  | 60c         | 60c       | 44c       | -   | -      | 50.05c/40.04c* | -               | -                   |
| Energex                          | -           | -         | 44c       | -   | -      | -              | -               | -                   |
| Ergon                            | -           | -         | 44c       | -   | -      | -              | -               | -                   |
| Poder de horizonte               | -           | -         | -         | -   | 58.93c | -              | -               | -                   |
| Energía integral                 | 60c         | -         | 44c       | -   | -      | -              | -               | -                   |
| Alinta Energía                   | -           | 66c       | -         | 44c | -      | -              | -               | -                   |
| Energía de origen                | 66c         | 66c       | 50c       | 50c | -      | -              | -               | -                   |
| Powershop                        | 62c         | 67.2c     | -         | -   | -      | -              | -               |                     |
| Energía roja                     | 66c         | 65.2c     | -         | -   | -      | -              | -               | -                   |
| Sencillamente Energía            | -           | 60c       | -         | 44c | -      | -              | -               | -                   |
| Electricidad australiana del sur | -           | -         | -         | 44c | -      | -              | -               | -                   |
| Energía de sinergia              | -           | -         | -         | -   | 47c    | -              | -               | -                   |
| NT Power y Autoridad de Agua     | -           | -         | -         | -   | -      | -              | 45.76c/23.11c** | -                   |
| Electricidad de Queensland       | -           | -         | 44c       | -   | -      | -              | -               | -                   |
| TRUenergy                        | 66c         | 66c       | -         | 50c | -      | -              | -               | -                   |
| Electricidad victoriana          | -           | 60c       | -         | -   | -      | -              | -               | -                   |

* 50.05c por debajo de 10kW / 40.04c por debajo del sistema de 30kW <br> ** 45.76c con un límite de $ 5 por día, 23.11c por cada kWh por encima de $ 5 por día en Alice Springs, a un precio de compra en otra parte del NT <br> 

## Consejo de Gobiernos de Australia
Según el comunicado del COAG publicado en noviembre de 2008, el COAG acordó un conjunto de principios nacionales para aplicar a los nuevos esquemas de tarifas de alimentación e informar las revisiones de los esquemas existentes. Estos principios promoverán la consistencia nacional de los esquemas en toda Australia. Según el comunicado, los principios básicos son: 
1. Generación micro renovable para recibir valor justo y razonable por la energía exportada.
2. Cualquier tasa de prima que se determine por jurisdicción, transitoria y considerada para financiamiento público
3. El Consejo Ministerial de Energía (MCE) continuará promoviendo el tratamiento justo de las pequeñas fuentes renovables.
4. La política de FiT debe ser consistente con los acuerdos anteriores de COAG (particularmente el Acuerdo del Mercado Energético de Australia)[57]

Estos principios no parecen respaldar una alimentación bruta en la tarifa como existe en Alemania, sino una alimentación neta en la tarifa. 

## Oposición a las tarifas de alimentación
Un proyecto de ley para una tarifa de alimentación nacional introducida por el senador Milne no ha progresado después de que el gobierno de Rudd indicó que no apoyaría dicha legislación. Se proporcionaron algunas razones a través del informe mayoritario de un Comité del Senado que examinó el proyecto de ley. En el ACT, en febrero de 2010, la Comisión Reguladora y de Competencia Independiente de ACT propuso reducir la cantidad pagada a los generadores de RE conforme a la ley FIT del Territorio. 
Se ha informado que los hogares de NSW podrían pagar $ 600 adicionales en su factura de electricidad durante seis años ($ 8.33 / mes) para cubrir el costo de $ 2 mil millones del esquema tarifario. El costo total para las familias en algunas áreas regionales podría ser de $ 1000.